# سید حسین موسوی‌نژاد
سید حسین موسوی نژاد (زاده ۲۰ دی ۱۳۲۳ در بوشهر) نقاش و مجسمه‌ساز بوشهری است.

## زندگی
سید حسین موسوی نژاد در سال ۱۳۲۳ در بوشهر به دنیا آمد. نقاشی را از کودکی آغاز کرد و در نیمه راه، با مجسمه‌سازی آشنا شد. تا سال ۱۳۵۶ به فعالیت هنری مشغول بود. از سال ۱۳۵۷ تا سال ۱۳۸۴ یک دورهٔ طولانی فترت هنری را سپری نمود و از سال ۱۳۸۴ تا کنون، دورهٔ دوم فعالیت هنری خود را طی نموده است. مجسمه‌سازی در بوشهر با وی آغاز شد.

موسوی نژاد یک هنرمند خودآموخته می‌باشد.

## زمینه‌ها
موسوی نژاد در دوره اول فعالیت هنری خود تا سال ۱۳۵۶ اکثراً به سبک سوررئالیستی کار می‌کرد. اما آثار وی در دورهٔ دوم فعالیت، عمدتاً رئالیستی و با محوریت معماری، تاریخ و آداب و رسوم قدیم زادگاهش بوشهر می‌باشد. آیینهایی که در گذر زمان به دست فراموشی سپرده و هیچ تصویری از آنها خلق نشده بود. سعی او بر این بوده که آنها را از حافظه‌اش بیرون کشیده و مجسم نماید. همچنین تلاش نموده بخشی از معماری قدیم بوشهر را که در نوع خود معماری منحصر به فردی بوده و متأسفانه در طول زمان از بین رفته، در این آثار بازسازی نماید.

## نمایشگاه‌ها
موسوی نژاد همواره بر آن بوده تا دلمشغولی‌های خود را از طریق رنگ و طرح در معرض نظر گذارد.
- اولین نمایشگاه انفرادی نقاشی در سال ۱۳۳۸ در دبیرستان سعادت بوشهر
- دومین نمایشگاه انفرادی نقاشی در سال ۱۳۴۹ در سالن فرهنگ و هنر بوشهر
- سومین نمایشگاه انفرادی نقاشی در سال ۱۳۵۶ در سالن تربیت بدنی بوشهر
- چهارمین نمایشگاه انفرادی حجم و نقاشی با نام قلم مهتاب در سال ۱۳۸۹ در مجتمع فرهنگی هنری بوشهر
- پنجمین نمایشگاه انفرادی حجم و نقاشی با نام قلم مهتاب در سال ۱۳۸۹ در مؤسسه فرهنگی هنری صبا، تهران
- ششمین نمایشگاه انفرادی حجم و نقاشی با نام قلم مهتاب در سال ۱۳۸۹ در نمایشگاه دایمی مجلس شورای اسلامی، تهران